# Скороходова, Варвара Ильинична
Варвара Ильинична Скороходова (1924 — 2003) — советский врач-педиатр. Герой Социалистического Труда (1969).

## Биография
Родилась в 1924 году на территории современного Ставропольского края.
В 1948 году окончила Ставропольский медицинский институт. С 1948 года работала врачом-педиатром, с 1951 по 1986 годы — заведующей педиатрическим отделением Петровской центральной районной больницы Петровского района Ставропольского края.
Под руководством педиатрического отделения Петровского района В. И. Скороходовой, большое внимание уделялось медицинскому обслуживанию детей, которое в дальнейшем получило развитие как амбулаторно-поликлиническая помощь детям сёл Петровского района.
Особое внимания В. И. Скороходовой уделялось организации диспансерного наблюдения больных повышенного риска, профилактике инфекционной заболеваемости и практическому воплощению ряда медицинских мероприятий по снижению детской смертности. Работа детской консультации строилась по принципу преемственности с женской консультацией, родильным и детским отделениями, что способствовало своевременному взятию на учет детей с высоким риском заболеваемости и непрерывности наблюдения за ними.
В 60-е годы в период руководством педиатрической службой района В. И. Скороходовой, во всех участковых больницах района начали функционировать детские кабинеты, укомплектованные педиатрами, были открыты детское соматическое и детское инфекционное отделение на 50 и 25 коек, а также 30 педиатрических коек при участковых больницах. По инициативе ВВ. И. Скороходовой в городе Светлограде была создана детская молочная кухня, которая сыграла очень важную роль при вскармливании новорожденных детей.
4 февраля 1969 года  Указом Президиума Верховного Совета СССР «за большие заслуги в области охраны здоровья советского народа» Варвара Ильинична Скороходова была удостоена звания Героя Социалистического Труда с вручением Ордена Ленина и золотой медали «Серп и Молот».
С 1986 года ушла на заслуженный отдых.
Жила в городе Светлоград Петровского района Ставропольского края. Умерла в 2003 году.

## Награды
- Медаль «Серп и Молот» (4.02.1969)
- Орден Ленина (4.02.1969)